# خيسوس فيغيروا
خيسوس فيغيروا (بالإنجليزية: Jesús Figueroa)‏ هو لاعب كرة قاعدة دومينيكاوي، ولد في 20 فبراير 1957 في سانتو دومينغو في جمهورية الدومينيكان.

## وصلات خارجية
- خيسوس فيغيروا على موقعبيزبول رفرنس.كوم (الدوري الرئيسي) (الإنجليزية)
- خيسوس فيغيروا على موقعبيزبول رفرنس.كوم (الدوري الثانوي) (الإنجليزية)